# Voorheesville
Voorheesville è un villaggio degli Stati Uniti d'America, situato nello Stato di New York, nella contea di Albany.